# N-tv
n-tv – niemiecki telewizyjny kanał informacyjny będący własnością RTL Group.
Główne studia znajdują się w Kolonii (serwis ekonomiczny oraz główna siedziba stacji), serwis polityczny w Berlinie, zaś wiadomości giełdowe przekazywane są prosto z parkietu we Frankfurcie nad Menem.
W Polsce można ją oglądać za pośrednictwem satelity Astra, ale w przyszłości planowane jest zakodowanie stacji. W n-tv pracuje około 50 dziennikarzy, którzy samodzielnie przygotowują materiały. Ponadto n-tv posiada 7 korespondentów w Paryżu, Madrycie, Stambule, Bliskim Wschodzie, Waszyngtonie i Rzymie.
Posiada bardzo rozbudowany portal internetowy oraz usługi na urządzenia przenośne, dostęp online.

## Ramówka
Serwisy informacyjne są emitowane co 1 godzinę. Ramówka weekendowa jest wzbogacona o większą liczbę magazynów life-stylowych, popularnonaukowych, reportaży itd.
- 06:00 – serwisy informacyjne, polityczne, sportowe, zagraniczne, giełdowe, serwis prasowy
- 12:00 – pasmo południowe, serwisy informacyjne, ekonomiczne, sportowe, giełdowe
- 14:05 – pasmo popołudniowe, programy publicystyczne, dokumentalne, reportaże
- 21:00 – pasmo wieczorne, wiadomości ze świata, podsumowanie dnia na giełdzie, magazyny life stylowe, dyskusje
- 23:00 – pasmo nocne, podsumowanie dnia, giełdy światowe, reportaże, programy dokumentalne
- 01:00 – Pasmo nocne – serwisy informacyjne, sportowe, prognozy pogody, filmy dokumentalne, reportaże i programy life-style’owe

## Programy emitowane w n-tv
- Nachrichten – Wiadomości;

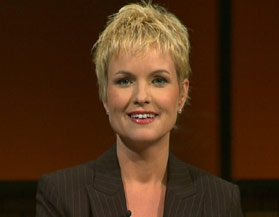
Carola Ferstl – prowadząca serwisy informacyjne w n-tv

- n-tv Wall Street – wiadomości z Wall Street;
- Daums Rückkehr Thema des Tages – Temat dnia;
- Der Mittag bei n-tv – serwis informacyjny
- Telebörse – serwis giełdowy;
- Die Schattenmänner – magazyn reporterski;
- 2 + 4 – Rozmowa dnia;
- Thema des Tages –Temat dnia;
- n-tv Motor – magazyn motoryzacyjny.